# Felix Joos
Felix Joos (* 1989) ist ein deutscher Mathematiker, der auf den Gebieten der theoretischen Informatik und diskreten Mathematik forscht.

## Leben
Nach dem Bachelor- und Masterabschluss in Mathematik an der Universität Ulm wurde Joos 2015 ebenfalls in Ulm bei Dieter Rautenbach promoviert. Es folgte eine Anstellung als Postdoc an der University of Birmingham (2015–2019) und anschließend als Juniorprofessor an der Universität Hamburg (2019–2020) und der Universität Heidelberg (2020–2024). Seit 2024 ist Joos Professor in Heidelberg und leitet dort die Forschungsgruppe für Theoretische Informatik und Diskrete Mathematik.
Joos forscht zu algorithmischen, extremalen und strukturellen Fragestellungen zu Graphen und Hypergraphen und auf dem Gebiet der probabilistischen Kombinatorik.

## Auszeichnungen
- 2023 European Prize in Combinatorics

## Schriften (Auswahl)
- mit Henning Bruhn: A stronger bound for the strong chromatic index. Comb. Probab. Comput. 27, No. 1, 21–43 (2018).
- mit Stefan Glock, Jaehoon Kim, Daniela Kühn, Deryk Osthus: Resolution of the Oberwolfach problem. J. Eur. Math. Soc. (JEMS) 23, No. 8, 2511–2547 (2021).